# David Felix Bonnier

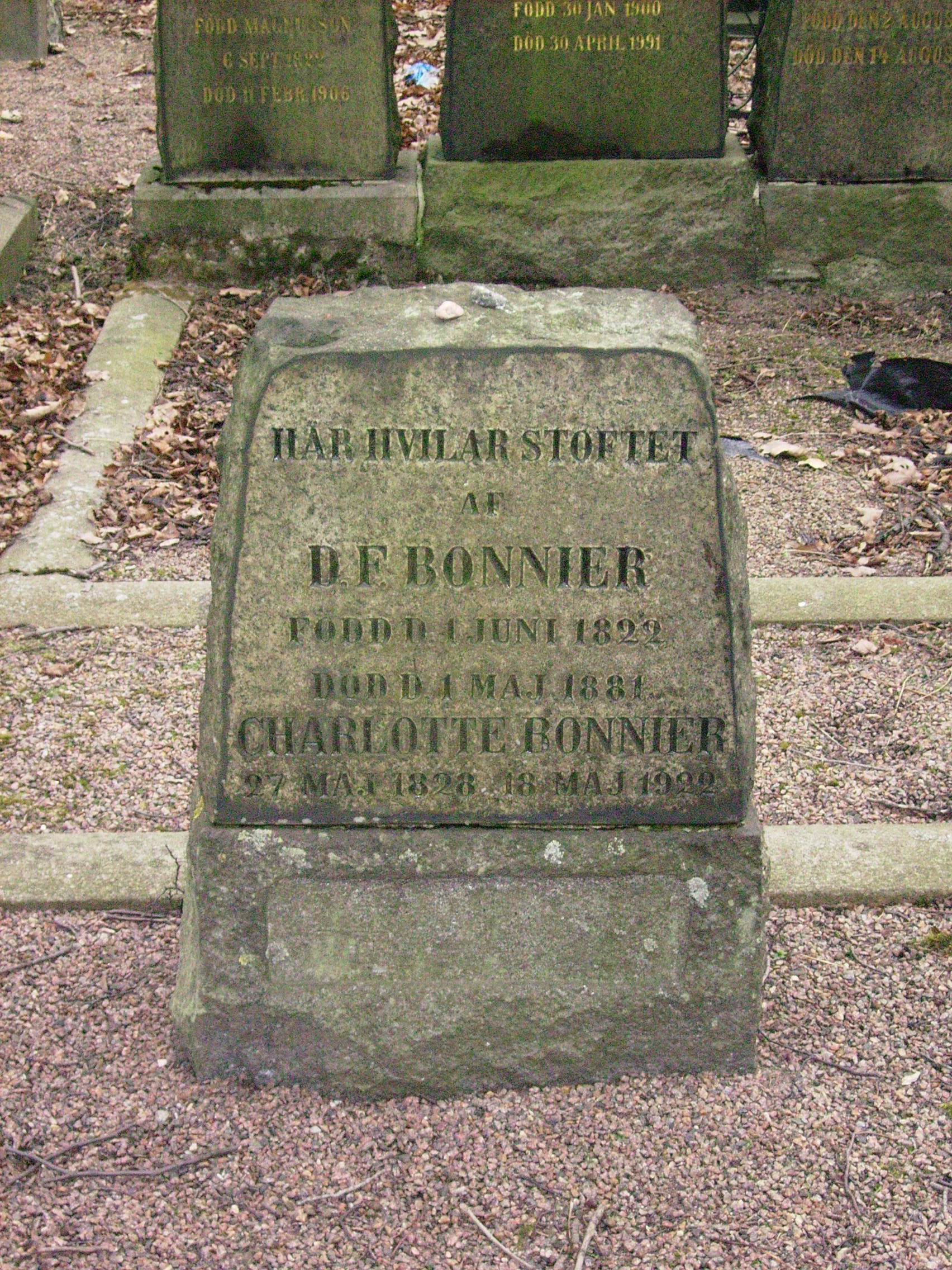
David Felix Bonniers gravvård på Gamla begravningsplatsen vid Svingeln.

David Felix Bonnier, född 1 juni 1822 i Köpenhamn, död 1 maj 1881 i Göteborg, var en svensk bokhandlare och tidningsman. 1858/1859 grundade han (den nuvarande versionen av) Göteborgs-Posten.

## Biografi
David Felix Bonnier, eller Felix som han kallades i Göteborg, grundade 1859 Göteborgs-Posten. Tidningen startades som en konkurrent till Göteborgs Handels- och Sjöfartstidning, då den största tidningen i Göteborg med en daglig upplaga på 3 000 exemplar. År 1872 sålde Felix Bonnier aktierna i Göteborgs-Posten till Fredrik Åkerblom för 100 000 riksdaler. Därmed försvann GP ur det som sedermera skulle bli Bonnier-sfären.
Felix Bonnier var son till Gerhard och Esther Bonnier och bror till Adolf och Albert Bonnier. Han var gift med Charlotte Benecke (1828–1922) och fick barnen Elise Bonnier, Helene Anna Bonnier, Alida Bonnier och Knut Felix Bonnier.
Han och hustrun Charlotte är begravda på Gamla begravningsplatsen vid Svingeln.